# おみおくり
『おみおくり』は、永井結子のエッセイ『今日のご遺体　女納棺師という仕事』を原作とした2018年公開の日本映画。

## 概要
亡くなった人に死化粧を施し、生前の姿を思い出させる姿に戻す女性納棺師を主人公に、見送りの現場でのエピソードを綴った永井結子の『今日のご遺体 女納棺師という仕事』（祥伝社）を原案とした映画。
人の「死」に触れる納棺師という仕事を通して自らの心の傷をいやし、生きることへの希望を見い出していく様を7つのお別れのエピソードを通して描いている。

## あらすじ
愛する人との悲しい過去を背負う女納棺師・満島弥生。一方、子供の頃、両親を交通事故で亡くした亜衣は、弟・孝広とともに、事故の悪夢に苦しめられていた。
ある日、亜衣は同僚・葵の姉の2歳の娘の葬儀の場で満島弥生と出会う。遺体を修復し、きちんとお見送りができるようにする仕事をしている満島の姿が亜衣の脳裏に刻まれる。そして亜衣は衝き動かされたかのように満島の元に出向き、弟子入りを志願する。最初は考え直すよう促す満島だったが、結局亜衣の熱意に動かされ、亜衣を受け入れることにする。
満島の納棺師としての仕事に接するうち、少しずつ自らの心の闇から解き放たれていく亜衣。そのうち、満島の悲しい過去を知り、その過去から、満島がなぜ女性納棺師という仕事を選んだのかにふれる。そして亜衣は弟とともに両親の死と向き合う決意をする。

## 登場人物
満島弥生
演 - 高島礼子
女性納棺師。過去に恋人と死別した過去を持つ。亜衣の弟子入り志願を受け入れ、2人で仕事をするようになる。亜衣が両親の死を受け入れようとする姿を見て、自身も恋人と死別した過去を告白し、それと向き合うようになる。
河村亜衣
演 - 文音
イベント会社に勤務している際、同僚・葵の実家で執り行われた葬儀にて、納棺師の満島と出会う。満島の納棺師としての仕事っぷりに心を打たれ、満島に弟子入りし、納棺師の見習いとなる。満島と納棺師の仕事をするうち、今まで目を背けて来た両親の死と向き合うようになる。
河村孝広
演 - 渡部秀
亜衣の弟。亜衣と同じく両親を交通事故で亡くした過去を受け入れずに来たが、結婚を機に両親の死を受け入れようと葛藤する。
大下葵
演 - 風谷南友
亜衣の前職・イベント会社の同僚。亜衣が納棺師になってからも友人として本音を語り合える関係。
三村静
演 - 芳賀優里亜
亜衣の弟・孝広の婚約者。
杉浦三輪子
演 - 井上奈々
葵の姉。2歳の娘を地震での家屋の倒壊による生き埋めで亡くす。
奥村家・トヨ
演 - 宮下順子
7つのエピソードの2つ目に登場。認知症である自分のことを世話してくれていた最愛の夫が亡くなるが、死を受け入れられない。ところが納棺師の手が施された夫を見て、ようやくその死を受け入れる。
庄司家・朋美
演 - 重盛さと美
7つのエピソードの7つ目に登場。結婚前に亡くなった女性。
川井明
演 - 藤田富
朋美の婚約者。結婚前に朋美と死別。
竹内
演 - 川原英
亜衣の前の職場の上司。
多田
演 - 木曽さんちゅう
亜衣の同僚。3人の子供の父。
植村勇治
演 - 加藤雅也（特別出演）
冒険家、カメラマン。満島の恋人。家庭がありながら満島と恋愛関係になる。渡航先のアラスカで遭難。

## スタッフ
- 監督・脚本：伊藤秀裕
- 撮影：小山田勝治
- 照明：守利賢一
- 録音：土屋和之
- 美術：山﨑輝
- 特殊造形：江川悦子
- 編集：目見田健
- 助監督：谷洋平
- 音楽：小島英雄
- 音響効果・整音：丹雄二
- 衣装：宮田弘子・ヤマダタカノブ
- 主題歌：2VOICE『YOU～１２０歳のラブソング～』（フジパシフィックミュージック）
- プロデューサー：芳賀正光、佐藤敏宏
- キャスティングプロデューサー：河野優
- アソシエイトプロデューサー：間瀬頼彦
- アシスタントプロデューサー：三浦和佳奈
- 原案及び納棺師監修：永井結子
- ロケーションコーディネーター：中村正一郎
- 撮影協力：一般社団法人氷見市観光協会、富山県ロケーションオフィス、立山フィルムコミッション
- 制作・配給：エクセレントフィルムズ
- 配給協力：トリプルアップ
- 製作：『おみおくり』製作委員会

## 受賞
- 氷見絆国際映画祭
  - 最優秀主演女優賞、最優秀演技賞、最優秀助演男優賞、最優秀助演女優賞、最優秀作品監督賞、熱演賞